# Ворохта (курорт)
48°18′02″ пн. ш. 24°34′29″ сх. д. / 48.30049° пн. ш. 24.57462° сх. д.
Воро́хта — гірськолижний курорт розміщений на висоті 800—850 м над рівнем моря біля селища Ворохта.
Колишній відомий центр підготовки по зимових видах спорту та гірськолижний курорт у Карпатах. Тут є трампліни для стрибків, траси для біатлону, бігових лиж. Для дітей — прокат санок. Пункти прокату лиж та сноубордів.
- Відстані: Івано-Франківськ — 90 км, Буковель — 14 км.
- Спуски: Одна траса (500 м)на горі Пушкар — територія гірськолижного комплексу «Авангар». Перепад висот — 140 м, середня складність. Система штучного засніження, ратрак. Також є траса для новачків з мультиліфтом протяжністю 100 м.
- Витяг: бугель, крісельний підйомник.
- Облаштування спусків: освітлення.